# 德國國家男子手球隊
德國國家男子手球隊是德國的國家男子手球隊，由德國手球聯盟（DHB）管理。德國在1936年奧運會上奪冠。之後德國還在1984年奧運會（以西德名義）和2004年奧運會上奪得銀牌，2016年奧運會奪得銅牌。德國在1938年、1978年和2007年三次獲得世界手球錦標賽冠軍。德國還在2004年歐洲手球錦標賽上奪得金牌。